# Platja de Magalluf

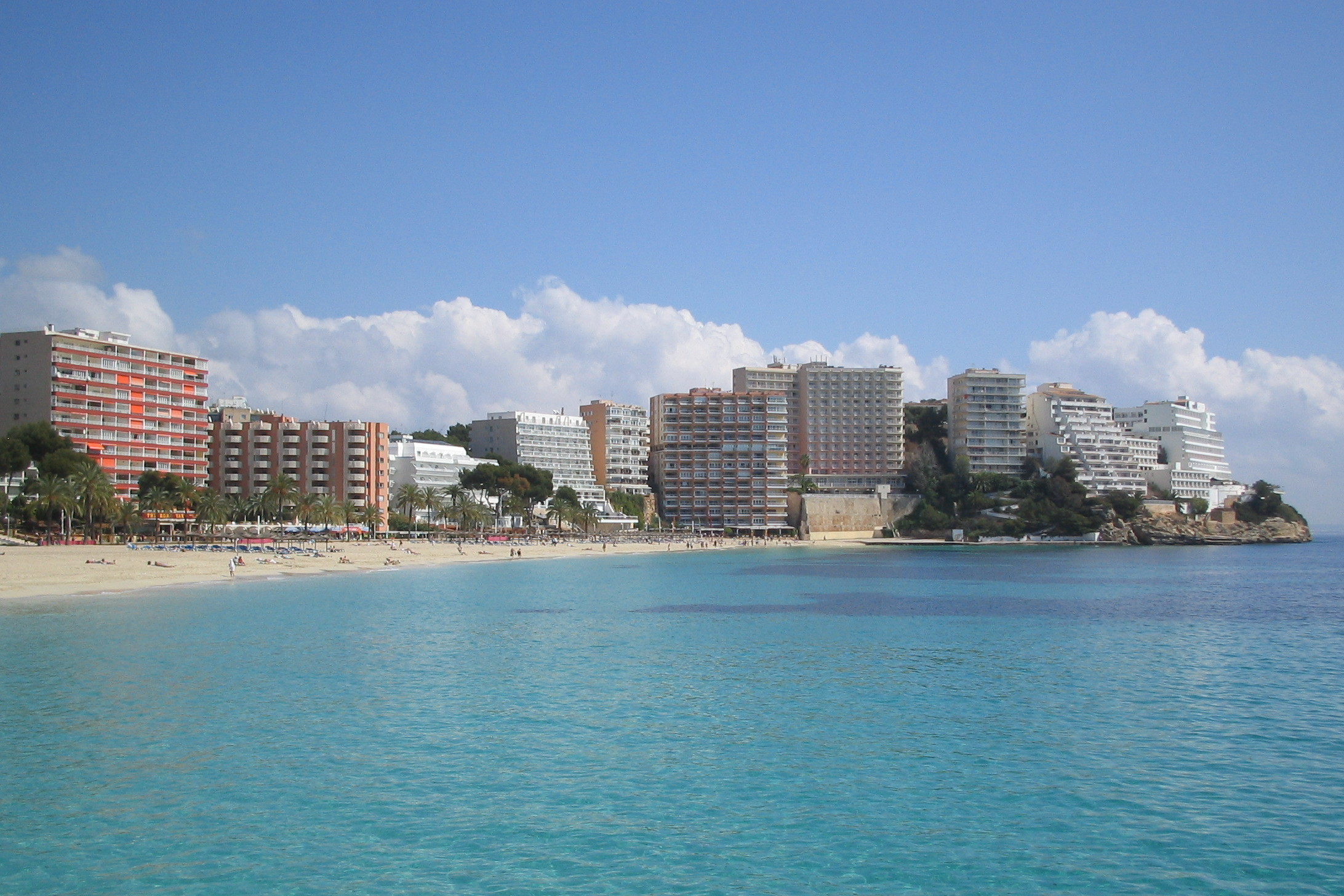
Platja de Magalluf

La platja de Magalluf (platja des Magalluf o platja de Magaluf) és una platja del municipi de Calvià (Mallorca). És a set quilòmetres de Calvià, entre la Cala Vinyes i la Punta de sa Torre Nova o sa Porrassa. Els allotjaments de vacances, els locals nocturns i altres serveis destinats al turisme de masses formen el paisatge urbà de la Platja de Magaluf, que la converteixen en un dels principals nuclis turístics de Calvià. També rep una afluència massiva de banyistes locals. Magaluf és una quilomètrica platja, les dimensions actuals de la qual són producte d'una regeneració artificial, i té una fina sorra blanca. Originàriament, aquest paisatge era una zona pantanosa i d'aigües insalubres, usat per delinqüents i contrabandistes per amagar-se ells mateixos i els seus botins de l'imperi de la llei. A mitja milla marina de la costa de la platja de Magalluf s'albira l'Illot de sa Porrassa, que va servir de refugi a la flota del rei Jaume I abans de desembarcar a Santa Ponça l'any 1229. La zona nord d'aquesta rada, oberta als vents de l'est-sud-est, permet l'ancoratge d'embarcacions sobre fons de sorra i alga, a una profunditat que oscil·la entre dos i cinc metres. L'Illot de sa Porrassa protegeix una mica si bufa vent de l'est, encara que hi ha un banc de roques pel nord-oest, en el rumb de Palmanova a Magalluf. A 1,6 milles marítimes es troba el Club Nàutic Palmanova. L'accés per carretera a la platja de Magalluf és senzill si en seguim la senyalització viària. El vehicle particular es podrà estacionar de manera gratuïta pels carrers propers del nucli turístic. També es pot optar pel transport públic; l'autobús per als seus voltants.

## Magaluf
Magaluf és un nucli costaner del municipi de Calvià. És una zona turística d'uns 4000 habitants. Té una planta hotelera d'uns 100 establiments i la seva oferta d'oci és molt específica i determinada. Té dues platges: la platja de Magalluf i la platja de Son Maties, que compten amb tota l'oferta complementària habitual i les quals estan presidides per l'illot de Sa Porrassa. Té una escola pública, el Col·legi Públic Cas Saboners; una escola privada, Scal Magaluf; i una escoleta municipal situada just al costat del centre públic. Compta, així mateix, amb un poliesportiu municipal amb piscina i amb una casa de cultura amb biblioteca. Aquesta zona turística, tal com la coneixem ara, s'ha anat aixecant sobre una antiga zona humida de la qual encara podem trobar alguns vestigis. Destaca la possessió de Cas Saboners, situada a la part interior del nucli urbà i als terrenys de la qual s'ha anat desenvolupant la zona turística.